# Цибукань
Цибукань, Цибукані (рум. Țibucani) — село у повіті Нямц в Румунії. Адміністративний центр комуни Цибукань.
Село розташоване на відстані 299 км на північ від Бухареста, 24 км на північний схід від П'ятра-Нямца, 79 км на захід від Ясс.

## Населення
За даними перепису населення 2002 року у селі проживали 2909 осіб.
Національний склад населення села:
| Національність | Кількість осіб | Відсоток |
| -------------- | -------------- | -------- |
| румуни         | 2873           | 98,8%    |
| цигани         | 35             | 1,2%     |

Рідною мовою назвали:
| Мова      | Кількість осіб | Відсоток |
| --------- | -------------- | -------- |
| румунська | 2898           | 99,6%    |
| циганська | 10             | 0,3%     |